# Mit mos, Levél Katicája?
A Mit mos, Levél Katicája? című magyar gyerekdalt Kiss Áron gyűjtötte a Somogy vármegyei Szilvásszentmártonban. 1891-ben jelent meg Magyar gyermekjátékgyűjtemény című könyvében sok más gyermekjátékkal együtt.
Szerepcserélő játék. A kislányok körbe állnak, egyikük a kör közepére, és a fejét kendővel letakarja. A dal eléneklése után a körben állók valamelyikének a fejére borítja a kendőt, majd helyet cserélnek.
Feldolgozások:
| Szerző          | Mire                               | Mű                                                       | Előadás |
| --------------- | ---------------------------------- | -------------------------------------------------------- | ------- |
| Szőnyi Erzsébet | két szólam, hegedű furulya, csengő | Mit mos...?                                              | [ 1 ]   |
| Weiner Leó      | zongora                            | Magyar népi muzsika I. rész, 3. darab                    | [ 2 ]   |
| Mező Imre       | zongora                            | 16 könnyű zongoradarab, 16. kotta                        |         |
| Mező Imre       | négykezes zongora                  | 16 könnyű zongoradarab, 16. kotta                        |         |
| Gárdonyi Zoltán | négykezes zongora                  | Zongoraiskola I., Négykezesek 7. darab: Mit mos, mit mos | [ 3 ]   |

## Kotta és dallam
Mit mos, mit mos, Levél Katicája?

Pitytyet, pattyot, varrott keszkenőket.

Ha szél volnék, fújdogálnék,

madár volnék, röppentenék,

víg szívemmel, víg lelkemmel téged elvennélek.

## Felvételek
- Mit mos, mit mos levél katicája - 1 version. musicMe (Hozzáférés: 2016. július 3.) (audió)
- Mit mos, mit mos levél Katicája?: A pünkösdi királykisasszony. Kolompos együttes  YouTube (2013. december 9.)  (Hozzáférés: 2016. július 3.) (audió)